# کاروشوینا
کاروشوینا (به صربی: Karoševina) یک منطقهٔ مسکونی در صربستان است که در پریژپولجه واقع شده‌است. کاروشوینا ۱۹۹ نفر جمعیت دارد.